# 야에하타촌
야에하타촌 (八重畑村)은 이와테현 히에누키군에 놓여졌던 촌이다.